# Dólar
O dólar (símbolo: $) é o nome comum de moedas oficiais de 9 países: Austrália, Canadá, Estados Unidos, Hong Kong, Jamaica, Namíbia, Nova Zelândia, Singapura e Taiwan. O dólar dos Estados Unidos além de ser a moeda dos Estados Unidos é a moeda oficial do El Salvador, Equador, Ilhas Marshall, Micronésia, Países Baixos Caribenhos, Palau, Timor-Leste e o Panamá que usa as notas bancárias. É dividido em 100 centavos.[carece de fontes?]

## História
Em 15 de janeiro de 1520, o Reino da Boêmia começou a cunhagem de moedas de prata extraídas localmente em Joachimsthal (atual Jáchymov) e marcado no inverso com o leão tcheco. As moedas eram chamadas de joachimsthaler, que foi encurtado em uso comum para táler.
Os pesos espanhóis eram também conhecidos como dólares espanhóis. No século XVIII, o dólar de Lion foi substituído pelo dólar espanhol, as famosas peças de oito, que era distribuído pelas colonizações espanholas e pelas Filipinas.

## Países e territórios que usam o dólar

### Países
| Moeda                      | Código ISO | País                                            |
| -------------------------- | ---------- | ----------------------------------------------- |
| Dólar australiano          | AUD        | Austrália                                       |
| Dólar australiano          | AUD        | Kiribati (juntamente com o dólar de Quiribáti)  |
| Dólar australiano          | AUD        | Nauru                                           |
| Dólar australiano          | AUD        | Tuvalu (juntamente com o dólar tuvaluano)       |
| Dólar barbadense           | BBD        | Barbados                                        |
| Dólar bermudense           | BMD        | Bermudas                                        |
| Dólar de Brunei            | BND        | Brunei (juntamente com o dólar de Singapura)    |
| Dólar de Brunei            | BND        | Singapura (juntamente com o dólar de Singapura) |
| Dólar baamiano             | BSD        | Bahamas                                         |
| Dólar de Belize            | BZD        | Belize                                          |
| Dólar canadense            | CAD        | Canadá                                          |
| Dólar de Fiji              | FJD        | Fiji                                            |
| Dólar da Guiana            | GYD        | Guiana                                          |
| Dólar de Hong Kong         | HKD        | Hong Kong                                       |
| Dólar de Quiribáti         | KID        | Kiribati (juntamente com o dólar australiano)   |
| Dólar das Ilhas Caimã      | KYD        | Ilhas Caimã                                     |
| Dólar liberiano            | LRD        | Libéria                                         |
| Dólar da Namíbia           | NAD        | Namíbia (juntamente com o rand sul-africano)    |
| Dólar neozelandês          | NZD        | Nova Zelândia                                   |
| Dólar das Ilhas Salomão    | SBD        | Ilhas Salomão                                   |
| Dólar de Singapura         | SGD        | Brunei (juntamente com o dólar de Brunei)       |
| Dólar de Singapura         | SGD        | Singapura (juntamente com o dólar de Brunei)    |
| Dólar do Suriname          | SRD        | Suriname                                        |
| Dólar de Trindade e Tobago | TTD        | Trinidad e Tobago                               |
| Dólar tuvaluano            | TVD        | Tuvalu (juntamente com o dólar australiano)     |
| Novo dólar taiwanês        | TWD        | Taiwan                                          |
| Dólar dos Estados Unidos   | USD        | El Salvador                                     |
| Dólar dos Estados Unidos   | USD        | Equador                                         |
| Dólar dos Estados Unidos   | USD        | Estados Federados da Micronésia                 |
| Dólar dos Estados Unidos   | USD        | Estados Unidos                                  |
| Dólar dos Estados Unidos   | USD        | Ilhas Marshall                                  |
| Dólar dos Estados Unidos   | USD        | Palau                                           |
| Dólar dos Estados Unidos   | USD        | Timor-Leste                                     |
| Dólar dos Estados Unidos   | USD        | Zimbabwe                                        |
| Dólar do Caribe Oriental   | XCD        | Antígua e Barbuda                               |
| Dólar do Caribe Oriental   | XCD        | Dominica                                        |
| Dólar do Caribe Oriental   | XCD        | Granada                                         |
| Dólar do Caribe Oriental   | XCD        | São Cristóvão e Neves                           |
| Dólar do Caribe Oriental   | XCD        | São Vicente e Granadinas                        |
| Dólar do Caribe Oriental   | XCD        | Santa Lúcia                                     |

### Territórios
| Moeda                    | Código ISO | Território                                                               |
| ------------------------ | ---------- | ------------------------------------------------------------------------ |
| Dólar canadense          | CAD        | Gronelândia (juntamente com a Coroa dinamarquesa)                        |
| Dólar canadense          | CAD        | São Pedro e Miquelão (juntamente com o Euro)                             |
| Dólar dos Estados Unidos | USD        | Bonaire                                                                  |
| Dólar dos Estados Unidos | USD        | Ilhas Virgens Britânicas                                                 |
| Dólar dos Estados Unidos | USD        | Saba                                                                     |
| Dólar dos Estados Unidos | USD        | Santo Eustáquio                                                          |
| Dólar dos Estados Unidos | USD        | Território Britânico do Oceano Índico (juntamente com a Libra esterlina) |
| Dólar dos Estados Unidos | USD        | Turcas e Caicos                                                          |
| Dólar do Caribe Oriental | XCD        | Anguila                                                                  |
| Dólar do Caribe Oriental | XCD        | Monserrate                                                               |

## Países que usaram o dólar
- Espanha — A Espanha já usou o dólar de Lion e o dólar espanhol, que foi substituído pela peseta e depois pelo euro.
- Malásia — A moeda é o Ringgit malaio, que também foi chamada de dólar malaio.
- Rodésia — O dólar rodesiano substituiu a libra rodesiana, que quando mudou o nome para Zimbabwe foi substituído pelo dólar do Zimbabwe.
- Zimbabwe — O dólar do Zimbabwe foi abolido, agora usa o dólar estadunidense,[5] o rand, o euro, a libra esterlina, o pula, o renminbi, a rupia indiana e o iene.